# Eva Stenman Rotstein
Eva Stenman Rotstein, född 15 december 1942, är en svensk skådespelare, producent och regissör inom radioteater.

## Karriär
Stenman Rotstein var verksam som skådespelare på bland annat Göteborgs stadsteater under 1970-talet. Hon var verksam som regissör på Sveriges Radios ungdomsteater i P3 på 1990-talet och sedan inom barnteater och radioteatern. Hon var konstnärlig ledare för Sveriges Radios lovteater under 1990- och 2000-talet.
Hon regisserade dramaserien "Tack och adjö" i Sveriges Radio P3. En drift med agentgenren där Philip Zandén är agenten som inte riktigt håller måttet. "Tack och adjö" var en föregångare inom radiodramaturgi och används i undervisningen på Dramatiska Institutet.
Stenman Rotstein var en pionjär inom radioteater för unga i public service. Hon belönades med en Prix Europa-utmärkelse inom radiodrama i Berlin 1998 för regi av "Känguruflickan". Hon tilldelades första pris i litterära klassen vid den nordisk barnradiotävlingen Prix Nordica 2006 för regi och bearbetning av "Burkpojken", med motiveringen "För att ha skapat ett magiskt universum för barn i yppersta tekniska kvalitet", och hon vann även Prix Ex Aequos regipris 2007 för regi av "Burkpojken".

## Verk i urval

### Som regissör på Sveriges Radio
- Och han den siste somnade, 1984
- Gravplundrarna, 1993
- Förlåtelsens vind, 1996
- En vän i nöden, 1996
- Väntan, 1997
- Dickie Harding, 1999
- Häxorna, 2001 skriven av Roald Dahl [5]
- Hungerbarnet, 2001
- Burkpojken, 2005
- Tintin, 2007
- Snövit, 2007
- Den röda mössan, 2010 [6]

### Som producent
- De sväljande männen, 1997
- När orkanen kom, 1997
- Hemliga möten, 1997
- Charlotte Löwensköld och Anna Svärd, 1998
- Spion mot sin vilja, 1998
- Vittnet, 1998
- Snödrottningen, 1998
- God natt mister Tom, 1999

### Som dramaturg
- Alice i underlandet [7]
- Kulla-Gulla, 2000
- Pojken i underjorden, 2000
- Ture Sventon, 2012 [8]